# Muzeum Stara Plebania w Karczewie
Centrum Historyczne Ziemi Karczewskiej „Stara Plebania” w Karczewie – muzeum z siedzibą w Karczewie. Placówka jest miejską jednostką organizacyjną.
Placówka mieści się w budynku dawnej plebanii, pochodzącym z 1892 roku. Swoją funkcję pełniła do 1996 roku, kiedy to księża przenieśli się do nowego budynku. Dziesięć lat później – na mocy porozumienia pomiędzy tutejszą parafią a władzami Karczewa – otwarto Centrum Historyczne Ziemi Karczewskiej.
Ekspozycja muzealna mieści się w pięciu izbach, z czego cztery przeznaczone są na wystawy stałe. W ramach wystaw prezentowane są m.in. tradycyjny pokój karczewski, wyposażony w dawne meble i sprzęty oraz gabinet proboszczów. Wśród eksponatów przeważają pamiątki związane z historią miasta i okolic. Jedna z sal poświęcona jest życiu i twórczości Michała Elwiro Andriollego.
Muzeum jest obiektem całorocznym, czynnym w poniedziałki, wtorki i czwartki. Wstęp jest wolny.